# Serie A 2018/2019
Serie A 2018/2019 (officiellt Serie A  TIM av sponsorskäl) är den 87:e säsongen av Italiens högsta division i fotboll.

## Lag

### Arenor
| Lag         | Plats     | Arena                                               | Kapacitet |
| ----------- | --------- | --------------------------------------------------- | --------- |
| Atalanta    | Bergamo   | Stadio Atleti Azzurri d'Italia                      | 21 300    |
| Bologna     | Bologna   | Stadio Renato Dall'Ara                              | 38 279    |
| Cagliari    | Cagliari  | Sardegna Arena                                      | 16 233    |
| Chievo      | Verona    | Stadio Marc'Antonio Bentegodi                       | 38 402    |
| Empoli      | Empoli    | Stadio Carlo Castellani                             | 16 284    |
| Fiorentina  | Florens   | Stadio Artemio Franchi                              | 43 147    |
| Frosinone   | Frosinone | Stadio Benito Stirpe                                | 16 227    |
| Genoa       | Genua     | Stadio Luigi Ferraris                               | 36 685    |
| Inter Milan | Milano    | San Siro                                            | 80 018    |
| Juventus    | Turin     | Allianz Stadium                                     | 41 507    |
| Lazio       | Rom       | Stadio Olimpico                                     | 72 698    |
| Milan       | Milano    | San Siro                                            | 80 018    |
| Napoli      | Neapel    | Stadio San Paolo                                    | 60 240    |
| Parma       | Parma     | Stadio Ennio Tardini                                | 27 906    |
| Roma        | Rom       | Stadio Olimpico                                     | 72 698    |
| Sampdoria   | Genua     | Stadio Luigi Ferraris                               | 36 685    |
| Sassuolo    | Sassuolo  | Mapei Stadium – Città del Tricolore (Reggio Emilia) | 23 717    |
| SPAL        | Ferrara   | Stadio Paolo Mazza                                  | 13 020    |
| Torino      | Turin     | Stadio Olimpico Grande Torino                       | 27 994    |
| Udinese     | Udine     | Dacia Arena                                         | 25 132    |

### Klubbinformation
| Lag            | Tränare              | Kapten               | Ställtillverkare | Tröjsponsor    |
| -------------- | -------------------- | -------------------- | ---------------- | -------------- |
| Atalanta       | Gian Piero Gasperini | Alejandro Gómez      | Joma             | Radici Group   |
| Bologna        | Siniša Mihajlović    | Blerim Džemaili      | Macron           | Liu·Jo         |
| Cagliari       | Rolando Maran        | Luca Ceppitelli      | Macron           | Ichnusa        |
| Chievo         | Domenico Di Carlo    | Sergio Pellissier    | Givova           | Paluani        |
| Empoli         | Giuseppe Iachini     | Manuel Pasqual       | Kappa            | Computer Gross |
| Fiorentina     | Marco Baroni         | Germán Pezzella      | Le Coq Sportif   | Folletto       |
| Frosinone      | Moreno Longo         | Alessandro Frara     | Zeus Sport       |                |
| Genoa          | Cesare Prandelli     | Domenico Criscito    | Lotto            | Eviva Energia  |
| Internazionale | Luciano Spalletti    | Samir Handanović     | Nike             | Pirelli        |
| Juventus       | Massimiliano Allegri | Giorgio Chiellini    | Adidas           | Jeep           |
| Lazio          | Simone Inzaghi       | Senad Lulić          | Macron           | Seleco         |
| Milan          | Gennaro Gattuso      | Alessio Romagnoli    | Puma AG          | Fly Emirates   |
| Napoli         | Carlo Ancelotti      | Lorenzo Insigne      | Kappa            | Lete           |
| Parma          | Roberto D'Aversa     | Bruno Alves          | Erreà            | Cetilar        |
| Roma           | Claudio Ranieri      | Daniele De Rossi     | Nike             | Qatar Airways  |
| Sampdoria      | Marco Giampaolo      | Fabio Quagliarella   | Joma             | Invent Energy  |
| Sassuolo       | Roberto De Zebri     | Francesco Magnanelli | Kappa            | Mapei          |
| SPAL           | Leonardo Semplici    | Mirco Antenucci      | Macron           | Vetroresina    |
| Torino         | Walter Mazzarri      | Andrea Belotti       | Kappa            | Suzuki         |
| Udinese        | Davide Nicola        | Kevin Lasagna        | Macron           | Dacia          |

### Tränarförändringar
| Lag        | Dåvarande tränare    | Anledning till förändring      | Datum            | Ligaposition | Ny tränare          | Anställningsdatum |
| ---------- | -------------------- | ------------------------------ | ---------------- | ------------ | ------------------- | ----------------- |
| Napoli     | Maurizio Sarri       | Avgick i samförstånd           | 23 maj 2018      | Försäsong    | Carlo Ancelotti     | 23 maj 2018       |
| Bologna    | Roberto Donadoni     | Avgick i samförstånd           | 24 maj 2018      | Försäsong    | Filippo Inzaghi     | 13 juni 2018      |
| Cagliari   | Diego López          | Avgick i samförstånd           | 30 maj 2018      | Försäsong    | Rolando Maran       | 7 juni 2018       |
| Sassuolo   | Giuseppe Iachini     | Avgick i samförstånd           | 5 juni 2018      | Försäsong    | Roberto De Zebri    | 13 juni 2018      |
| Udinese    | Igor Tudor           | Avgick i samförstånd           | 7 juni 2018      | Försäsong    | Roberto Donadoni    | 7 juni 2018       |
| Chievo     | Lorenzo D'Anna       | Avskedad                       | 9 oktober 2018   | 20:e         | Gian Piero Ventura  | 10 oktober 2018   |
| Genoa      | Davide Ballardini    | Avskedad                       | 9 oktober 2018   | 11:e         | Ivan Jurić          | 9 oktober 2018    |
| Empoli     | Aurelio Andreazzoli  | Avskedad                       | 5 november 2018  | 18:e         | Giuseppe Iachini    | 6 november 2018   |
| Chievo     | Gian Piero Ventura   | Pensionerad, ömsesidigt beslut | 13 november 2018 | 20:e         | Domenico Di Carlo   | 13 november 2018  |
| Udinese    | Julio Velázquez      | Avskedad                       | 13 november 2018 | 17:e         | Davide Nicola       | 13 november 2018  |
| Genoa      | Ivan Jurić           | Avskedad                       | 7 december 2018  | 14:e         | Cesare Prandelli    | 7 december 2018   |
| Frosinone  | Moreno Longo         | Avskedad                       | 19 december 2018 | 19:e         | Marco Baroni        | 19 december 2018  |
| Bologna    | Filippo Inzaghi      | Avskedad                       | 28 januari 2019  | 18:e         | Siniša Mihajlović   | 28 januari 2019   |
| Roma       | Eusebio Di Francesco | Avskedad                       | 7 mars 2019      | 5:e          | Claudio Ranieri     | 8 mars 2019       |
| Empoli     | Giuseppe Iachini     | Avskedad                       | 13 mars 2019     | 17:e         | Aurelio Andreazzoli | 13 mars 2019      |
| Udinese    | Davide Nicola        | Avskedad                       | 20 mars 2019     | 16:e         | Igor Tudor          | 21 mars 2019      |
| Fiorentina | Stefano Pioli        | Avgick                         | 9 april 2019     | 10:e         | Vincenzo Montella   | 10 april 2019     |

## Tabeller

### Poängtabell
| Nr | Lag           | S  | V  | O  | F  | GM | IM | MS  | P  |
| -- | ------------- | -- | -- | -- | -- | -- | -- | --- | -- |
| 1  | Juventus (RM) | 38 | 28 | 6  | 4  | 70 | 30 | +40 | 90 |
| 2  | Napoli        | 38 | 24 | 7  | 7  | 74 | 36 | +38 | 79 |
| 3  | Atalanta      | 38 | 20 | 9  | 9  | 79 | 46 | +33 | 69 |
| 4  | Inter         | 38 | 20 | 9  | 9  | 57 | 33 | +24 | 69 |
| 5  | Milan         | 38 | 19 | 11 | 8  | 55 | 36 | +19 | 68 |
| 6  | Roma          | 38 | 18 | 12 | 8  | 66 | 48 | +18 | 66 |
| 7  | Torino        | 38 | 16 | 15 | 7  | 52 | 37 | +15 | 63 |
| 8  | Lazio         | 38 | 17 | 8  | 13 | 56 | 46 | +10 | 59 |
| 9  | Sampdoria     | 38 | 15 | 8  | 15 | 60 | 50 | +10 | 53 |
| 10 | Bologna       | 38 | 11 | 11 | 16 | 38 | 56 | −18 | 44 |
| 11 | Sassuolo      | 38 | 9  | 16 | 13 | 53 | 60 | −7  | 43 |
| 12 | Udinese       | 38 | 11 | 10 | 17 | 39 | 53 | −14 | 43 |
| 13 | SPAL          | 38 | 11 | 9  | 18 | 44 | 56 | −12 | 42 |
| 14 | Parma (U)     | 38 | 10 | 11 | 17 | 41 | 61 | −20 | 41 |
| 15 | Cagliari      | 38 | 10 | 11 | 17 | 36 | 54 | −18 | 41 |
| 16 | Fiorentina    | 38 | 8  | 17 | 13 | 47 | 45 | +2  | 41 |
| 17 | Genoa         | 38 | 8  | 14 | 16 | 39 | 57 | −18 | 38 |
| 18 | Empoli (U)    | 38 | 10 | 8  | 20 | 51 | 70 | −19 | 38 |
| 19 | Frosinone (U) | 38 | 5  | 10 | 23 | 29 | 69 | −40 | 25 |
| 20 | Chievo        | 38 | 2  | 14 | 22 | 25 | 75 | −50 | 17 |

## Statistik

### Skytteligan
| Rank | Spelare            | Klubb       | Mål |
| ---- | ------------------ | ----------- | --- |
| 1    | Fabio Quagliarella | Sampdoria   | 26  |
| 2    | Duván Zapata       | Atalanta    | 23  |
| 3    | Krzysztof Piątek   | Genoa/Milan | 22  |
| 4    | Cristiano Ronaldo  | Juventus    | 21  |
| 5    | Arkadiusz Milik    | Napoli      | 17  |
| 6    | Francesco Caputo   | Empoli      | 16  |
| 6    | Dries Mertens      | Napoli      | 16  |
| 6    | Leonardo Pavoletti | Cagliari    | 16  |
| 6    | Andrea Petagna     | SPAL        | 16  |
| 10   | Andrea Belotti     | Torino      | 15  |
| 10   | Ciro Immobile      | Lazio       | 15  |

### Assistligan
| Rank | Spelare            | Klubb     | Assist |
| ---- | ------------------ | --------- | ------ |
| 1    | Alejandro Gómez    | Atalanta  | 11     |
| 1    | Dries Mertens      | Napoli    | 11     |
| 3    | José Callejón      | Napoli    | 10     |
| 3    | Suso               | Milan     | 10     |
| 5    | Rodrigo De Paul    | Udinese   | 8      |
| 5    | Manuel Lazzari     | SPAL      | 8      |
| 5    | Fabio Quagliarella | Sampdoria | 8      |
| 5    | Cristiano Ronaldo  | Juventus  | 8      |
| 9    | Josip Iličić       | Atalanta  | 7      |
| 9    | Rade Krunić        | Empoli    | 7      |
| 9    | Cengiz Ünder       | Roma      | 7      |
| 9    | Duván Zapata       | Atalanta  | 7      |